# Hans Haasmann
Hans Leopold Haasmann (Jakarta, 6 januari 1916 – Hervey Bay, 26 mei 2008) was een Nederlands schoonspringer. Hij was in Batavia lid van Triton en in Nederland van DJK en vertegenwoordigde Nederland op de Olympische Zomerspelen 1936 in Berlijn.

## Biografie
Hoewel Haasmann voor Nederland uitkwam bij de schoonspringwedstrijden op de Olympische Zomerspelen 1936 in Berlijn, heeft hij er in zijn hele leven maar een paar jaar gewoond. De schoonspringer was geboren en getogen in Nederlands-Indië. In 1925 begon hij met zwemmen, in 1928 met schoonspringen en vanaf 1930 deed hij mee aan wedstrijden op de plank. Hij wist tussen 1932 en 1940 diverse Indonesische kampioenschappen op zijn naam te zetten. Haasmann vertegenwoordigde in 1934 Nederlands-Indië op de Spelen van het Verre Oosten en won daar de gouden medaille door sprongen van zowel de 3 meter plank als de 10 meter toren.
Verder was hij in 1936 Nederlands kampioen schoonspringen. Haasmann werd in hetzelfde jaar, met landgenoot en zwemmer Piet Stam, opgenomen in de Nederlandse olympische ploeg. De twee reisden kort voor de Spelen naar Nederland. In Berlijn eindigde Haasmann als vijftiende op de 3 meter plank. Tijdens de Tweede Wereldoorlog werd hij krijgsgevangen gemaakt door de Japanners en moest hij werken aan de gevreesde Birmaspoorweg. Na de oorlog keerde hij terug naar Nederland, werd in 1947 voor de tweede keer Nederlands kampioen en deed mee aan de daaropvolgende Europese kampioenschappen in Monte Carlo. Haasmann bleef echter maar kort in Nederland en vestigde zich begin jaren 50 voorgoed in Australië.